# Karel Mejta (1928)
Karel Mejta (18 de junio de 1928-6 de noviembre de 2015) fue un deportista checoslovaco que compitió en remo. Fue padre del también remero Karel Mejta jr.
Participó en los Juegos Olímpicos de Helsinki 1952, obteniendo una medalla de oro en la prueba de cuatro con timonel. Ganó dos medallas en el Campeonato Europeo de Remo, oro en 1953, bronce en 1954.

## Palmarés internacional
| Juegos Olímpicos   | Juegos Olímpicos         | Juegos Olímpicos  | Juegos Olímpicos   |
| Año                | Lugar                    | Medalla           | Prueba             |
| ------------------ | ------------------------ | ----------------- | ------------------ |
| 1952               | Helsinki (Finlandia)     | Medalla de oro    | Cuatro con timonel |
| Campeonato Europeo |                          |                   |                    |
| Año                | Lugar                    | Medalla           | Prueba             |
| 1953               | Copenhague (Dinamarca)   | Medalla de oro    | Cuatro con timonel |
| 1954               | Ámsterdam (Países Bajos) | Medalla de bronce | Cuatro con timonel |